# Municipio de Caesarscreek
El municipio de Caesarscreek (en inglés: Caesarscreek Township) es un municipio ubicado en el condado de Greene en el estado estadounidense de Ohio. En el año 2010 tenía una población de 1137 habitantes y una densidad poblacional de 15,92 personas por km².

## Geografía
El municipio de Caesarscreek se encuentra ubicado en las coordenadas 39°35′9″N 83°51′8″O / 39.58583, -83.85222. Según la Oficina del Censo de los Estados Unidos, el municipio tiene una superficie total de 71.41 km², de la cual 71,04 km² corresponden a tierra firme y (0,53 %) 0,38 km² es agua.

## Demografía
Según el censo de 2010, había 1137 personas residiendo en el municipio de Caesarscreek. La densidad de población era de 15,92 hab./km². De los 1137 habitantes, el municipio de Caesarscreek estaba compuesto por el 97,71 % blancos, el 0,62 % eran afroamericanos, el 0,09 % eran amerindios, el 0,09 % eran asiáticos, el 0,44 % eran isleños del Pacífico y el 1,06 % eran de una mezcla de razas. Del total de la población el 0,88 % eran hispanos o latinos de cualquier raza.